# Blase (Physik)

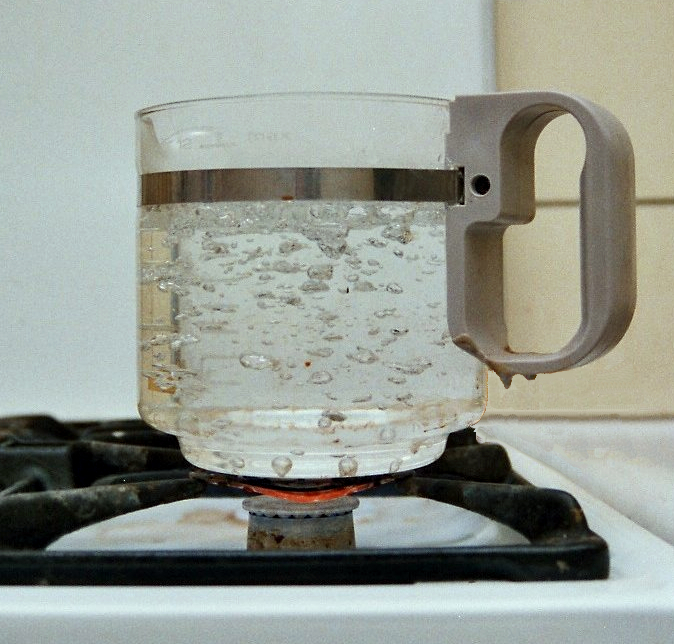
Dampfblasen in siedendem Wasser

Eine Blase ist ein mit Gas gefüllter Raum innerhalb einer Flüssigkeit, der von dieser durch eine geschlossene Phasengrenzfläche abgegrenzt ist. Sie stellt damit das Komplement zum Tropfen dar. Blasen können nur in Flüssigkeiten unterhalb der kritischen Temperatur entstehen.

## Entstehung
Blasen entstehen mechanisch wenn Gas und Flüssigkeit miteinander vermischt werden, beispielsweise wenn ein Strohhalm ins Wasser getaucht und gepustet wird, oder wenn Wasserwellen brechen.
Auch bei thermodynamischen Zustandsänderungen können Blasen entstehen, wie bspw. beim Phasenübergang von flüssig zu gasförmig (Sieden) oder beim Ausgasen von gelösten Gasen aufgrund einer Druckentlastung. Handelt es sich bei der Flüssigkeit um eine Metall- oder Gesteinsschmelze, und können die Gasblasen, z. B. aufgrund einer hohen Viskosität der Schmelze, nicht zur Oberfläche aufsteigen und ihren Inhalt an die Umgebung abgeben, dann können die Gaseinschlüsse nach Erstarrung der Schmelze in dem dann festen Material erhalten bleiben. Beim Stahlguss resultiert dies in einem Materialfehler, der auch als Lunker bezeichnet wird. In der Geologie werden Gasblasen in erstarrter Lava auch als Vesikel bezeichnet. Sie können nachträglich durch ein Mineral, z. B. Zeolith, Calcit oder Quarz, verfüllt sein. Bei größeren Gasblasen wird die Füllung auch als Geode bezeichnet (aber nicht jede Geode ist aus der Verfüllung einer Gasblase hervorgegangen).
Gasblasen können auch durch biologische Vorgänge entstehen, insbesondere durch den Stoffwechsel von Organismen. So bilden sich die typisch porige Textur der Schnittfläche von gebackenem Brot oder die sprichwörtlichen „Löcher im Käse“ infolge der Abgabe von Kohlendioxid durch Hefepilze im Brotteig bzw. Milchsäurebakterien in der Rohkäsemasse (sowohl Brotteig als auch Rohkäsemasse können als Flüssigkeit mit sehr hoher Viskosität aufgefasst werden).

## Blasenform und -größe
Befinden sich eine Blase und die umgebende Flüssigkeit in Ruhe zueinander, so ist die Blase kugelförmig. Bewegt sich die Blase gegenüber der Flüssigkeit, z. B. unter dem Einfluss der statischen Auftriebs, so plattet die Blase an der in Bewegungsrichtung liegenden Seite ab, und zwar mit zunehmender Geschwindigkeit stärker, bis hin zur Einbuchtung.
Für kugelförmige Blasen ergibt sich der Blaseninnendruck {\displaystyle p} aus
- dem Umgebungsdruck {\displaystyle p_{0}}
- der Grenzflächenspannung {\displaystyle \gamma } der Flüssigkeit/Gas-Grenzfläche
- und dem Durchmesser {\displaystyle d} der Blase:

{\displaystyle p=4\gamma /d+p_{0}}
Kleine Blasen haben deshalb einen hohen Innendruck.

### Messung der Oberflächenspannung anhand der Blasengröße
Über diesen Zusammenhang lässt sich mithilfe der Blasendruck-Methode die Oberflächenspannung einer Grenzfläche bestimmen: Je kleiner die Oberflächenspannung ist, desto kleiner werden die Blasen, ehe diese platzen, also in noch kleinere Blasen zerfallen. Analog dazu kann die Oberflächenspannung auch mithilfe der Tropfen-Volumen-Methode ermittelt werden.

## Kavitation
Wenn Blasen bspw. durch plötzliche Kondensation kollabieren (Kavitation) entstehen Stoßwellen mit sehr großen Druckschwankungen. Dieses Phänomen muss bei der Auslegung von hydraulischen Anlagen und Rohreinbauten für blasentragenden Medien, wie bspw. Pumpen, Ventilen oder Schiffspropellern berücksichtigt werden.

## Dekompression bei gelösten Gasen
Flüssigkeiten enthalten meist auch gelöste Gase, wobei deren Löslichkeit stark vom herrschenden Umgebungsdruck abhängt. Bei Druckentlastung wird es frei und kann drastische Phänomene bewirken – vom Sekt und Mineralwasser bis zur Taucherkrankheit und zu heftigen Gasexplosionen oder heißen Ascheströmen bei manchen Vulkanarten.

### Vom Sekt zur Taucherkrankheit
Wenn man eine Sekt- oder Mineralwasserflasche öffnet, perlt das zuvor unter hohem Druck gelöste Gas (hier Kohlendioxid) empor und entweicht aus der Flasche. Je rascher die Flasche geöffnet wird (oder je heftiger der Sektkorken knallt), desto schneller entweicht das Gas und kann umso mehr Flüssigkeit mitreißen.
Ähnlich wirkt die Dekompression beim zu raschen Emporsteigen eines Sporttauchers. Der im Blut gelöste Stickstoff bildet bei Druckentlastung zunächst kleine, dann immer größere Gasblasen, was schließlich zur Embolie und zum Tod führen kann – siehe Dekompressionskrankheit. Einziges Gegenmittel (abgesehen von der Taucherglocke) ist ein langsames, von Pausen unterbrochenes Aufsteigen, welches Zeit zum Entgasen gibt.
Anders als beim Druck sinkt die Löslichkeit von Gasen geringfügig, wenn die Wassertemperatur steigt. Im normalen Leitungswasser ist Luft im Prozentbereich gelöst. Wenn man daher ein Glas kühles Wasser stehen lässt, sammeln sich durch die Erwärmung allmählich kleine Bläschen innen am Glas.

### Gasexplosionen im Vulkanismus
Sehr drastisch wirkt die Dekompression bei manchen geologischen Prozessen, z. B. im Vulkanismus. Je mehr Gase die aus der Tiefe aufsteigende Gesteinsschmelze (das Magma) enthält, desto schneller werden sie bei Druckentlastung frei, was den Aufstieg des Magmas beschleunigt und schon im Vulkanschlot zu Gasexplosionen führen kann. Oft entsteht bei Vulkanausbrüchen mit großem Asche-Anteil ein Gas-Partikel-Gemisch, das als heißer pyroklastischer Strom die Hänge des Vulkankegels hinunterrast und viele Menschenleben kosten kann.

## Anwendungen
Als Luftblasen haben Gasblasen unzählige Anwendungen in der Technik gefunden. Einige Beispiele sind
- Geräte zum Horizontieren, beispielsweise Wasserwaage und Röhrenlibelle
- Drucksteuerungen wie in Sprinkleranlagen, bei kleinen Pumpen oder Windkesseln
- Innerhalb von Flüssigkeiten als Linsen negativer Brechkraft.
- In Form von Schaum in der  Feuerwehrtechnik.
- Als Seifenblase in der Kunst und Unterhaltungstechnik